# 亞布盧尼夫西克
50°29′21″N 32°8′48″E / 50.48917°N 32.14667°E
亞布盧尼夫西克（烏克蘭語：Яблунівське），是烏克蘭的村落，位於該國北部切爾尼戈夫州，由普里盧基區負責管轄，始建於1600年，面積0.61平方公里，海拔高度125米，2001年人口22，人口密度每平方公里36.4人。